# One More Chance (canção de Pet Shop Boys)
"One More Chance" é uma canção da dupla inglesa de música eletrônica Pet Shop Boys lançada inicialmente como seu segundo single em 1984, mas que foi regravada para seu segundo álbum de estúdio, Actually, em 1987. A faixa é originalmente creditada a Neil Tennant e ao produtor Bobby Orlando, porém recebe créditos de Chris Lowe em sua versão final, quando o mesmo escreveu e compôs algumas adições à música.

## Composição
"One More Chance" foi baseada numa faixa descartada que Bobby Orlando tinha feito para a artista drag Divine, provisoriamente chamada de "Rock Me". A produção original tem fortes características do hi-NRG do início dos anos 80, um som tipicamente "gay", como difundido pela própria Divine. Tennant, então, escreveu a letra para a canção a partir do instrumental já disponível, quando na cidade de Nova Iorque. Nela, explorou temas como masoquismo e "paranoia romântica". Mais tarde, em 1987, a seção do meio foi adicionada ("Você é tão extremo / Quero te levar pra casa comigo").

## Versões de lançamento
A versão de Bobby Orlando foi lançada como um disco de 12" nos EUA pela gravadora Bobcat Records. Na Alemanha, Bélgica e Canadá, pela ZYX Records, ChanneL Records e Unidisc, respectivamente. Já na Suécia, a responsável foi a Planet Records, que lançou a faixa como um disco de 7".
Um dos dois singles lançados nos EUA incluíam a versão inicial de "West End Girls", grande hit que levou a dupla ao sucesso em 1985. A versão do Canadá tinha faixas de Girly e Divine como lados B.
A regravação de 1987 foi produzida por Julian Mendelsohn como um single de 7" e na versão do álbum Actually. Os Pet Shop Boys ficaram insatisfeitos como a mixagem, então Mandelsohn produziu um remix de 12", que foi a versão final do álbum. A versão não usada de single de 7" foi eventualmente lançada em 2011 no segundo disco do Actually / Further Listening 1987 - 1988.

## Listagem de faixas

### 12" dos EUA
1. "One More Chance" (Kordak Remix) – 3:26
2. "One More Chance" (Remix) – 5:33

### 12" de duas faixas dos EUA
1. "One More Chance" – 3:26
2. "West End Girls" – 7:50

### 12" da Bélgica
1. "One More Chance" (Remix) – 5:33
2. "One More Chance" – (3:26)

### 12" da Alemanha
1. "One More Chance" (Kordak Mix) – 3:26
2. "One More Chance" (Bobby O Remix) – 5:33

### 7" da Suécia
1. "One More Chance" – 3:30
2. "One More Chance" (Remix) – 5:37

### 12" do Canadá
1. "One More Chance" – 5:34
2. "Working Girl (One Way Love Affair)" (de Girly) – 5:10
3. "Love Reaction" (de Divine) – 5:31

### 7" da Alemanha (1986)
1. "One More Chance" (Hurricane mix) – 3:25
2. "Theme for the Pet Shop Boys Pt II" – 3:40

### 12" da Alemanha (de 1986, relançado em 1988 como 12" e MiniCD)
1. "One More Chance" (Hurricane mix) – 5:00
2. "Theme for the Pet Shop Boys Pt II" – 5:03